# Digna Ochoa
Digna Ochoa y Plácido (Misantla, 15 maart 1964 - Mexico-Stad, 19 oktober 2001) was een Mexicaanse advocate en mensenrechtenactiviste.
Ochoa studeerde in Jalapa en werkte vanaf 1986 in het ministerie van justitie van de deelstaat Veracruz. In 1988 verdedigde ze enkele oppositiegroepen waarna ze naar eigen zeggen op een zwarte lijst terechtkwam en gedurende korte tijd ontvoerd werd. Volgens Ochoa waren haar ontvoerders leden van de staatspolitie en was ze verkracht, maar er werd geen onderzoek ingesteld.
Vanaf 1996 zette ze zich in voor politieke gevangenen in de deelstaat Chiapas en Guerrero en het verdedigen van milieuactivisten en vermeende Zapatisten. Ze ontving talloze doodsbedreigingen en drie jaar later werd ze voor een tweede keer ontvoerd. Er werd een onderzoek ingesteld zonder resultaat en het Inter-Amerikaans Hof voor de Mensenrechten verzocht om bescherming voor haar. Van 2000 tot 2001 leefde ze in de Verenigde Staten.
Op 19 oktober 2001, korte tijd na haar terugkeer in Mexico en het opheffen van haar officiële bescherming, werd ze dood aangetroffen in haar kantoor. Bij haar lichaam werd een brief gevonden waarop was geschreven dat andere leden van het mensenrechtencentrum waarvoor ze werkte een vergelijkbaar lot zouden kunnen ondergaan. In 2002 besliste een gerechtshof in Mexico-Stad dat het om zelfmoord was gegaan. Deze stelling wordt echter nauwelijks geloofd: ze werd twee keer door een kogel geraakt, waarvan een keer achter in haar hoofd en de kogel was ook nog eens van links haar hoofd binnengedrongen, terwijl ze rechtshandig was. De meeste waarnemers gaan ervan uit dat Ochoa is vermoord.